# Решето Сундарама
Решето́ Сундара́ма — алгоритм пошуку всіх простих чисел до деякого цілого числа {\displaystyle \quad n}. Алгоритм розробив індійський студент Сундарам (англ. S. P. Sundaram) 1934 року.
На практиці алгоритм не застосовується.

## Формалізація алгоритму
Із ряду чисел від 1 до N виключаються всі числа, що мають вид
{\displaystyle \quad Z=i+j+2ij,}
де {\displaystyle i=1,\;2,\;3,\;\ldots ,\;n;\quad j=1,\;2,\;3,\;\ldots \,\;i},
а кожне із чисел, що залишилися, множиться на 2 і до нього додається 1. Послідовність, що виникає таким чином, є послідовністю непарних простих чисел.
Кількість обчислень можна дещо зменшити, якщо відзначити наступне: в разі i>N/3 Z виходить за межі N вже при j=1, і, відповідно, можна зменшити діапазон значень змінної i.
Складність цього алгоритму становить {\displaystyle \Theta (N\ln {N})}[джерело?], що гірше, ніж у решета Ератосфена {\displaystyle \Theta (N\ln {\ln {N}})}.
Практичної цінності алгоритм не має.